# Tenuipetiolus mentha
Tenuipetiolus mentha är en stekelart som beskrevs av Bugbee 1951. Tenuipetiolus mentha ingår i släktet Tenuipetiolus och familjen kragglanssteklar. Inga underarter finns listade i Catalogue of Life.